# アンハイザー・ブッシュ

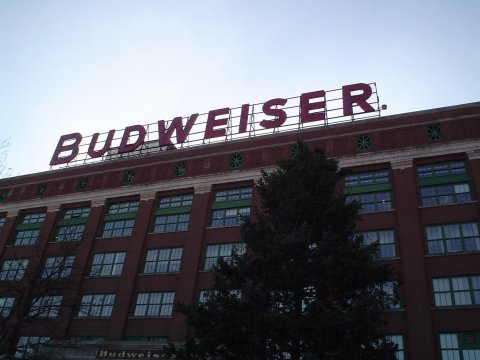
ミズーリ州にあるアンハイザー・ブッシュ社の工場

アンハイザー・ブッシュ（Anheuser-Busch Companies, Inc.）は、アメリカ合衆国の大手ビール製造会社である。世界第三位のビール生産量を誇る。本社はミズーリ州のセントルイス。主力のビールのブランド名バドワイザーが社名より知られている。
2008年以後はアンハイザー・ブッシュ・インベブの子会社である。

## 概要
1852年にドイツ系アメリカ人のアドルファス・ブッシュによって創業された。
バドワイザー、ブッシュ、ミケロブなどのビールを製造している。特に、バドワイザーは日本でも人気が高い。ノンアルコールビールも製造している。アメリカ国内で12カ所のビール工場を保有している。
2008年にベルギーの多国籍飲料会社インベブにより520億ドルで買収された。インベブはアンハイザー・ブッシュ・インベブ（Anheuser-Busch InBev N.V.、Euronext: ABI 、NYSE: BUD）と改名し、世界最大のビール会社の誕生となった。アンハイザー・ブッシュは、アンハイザー・ブッシュ・インベブの完全子会社として運営されている。

## 海外展開
- 海外ではイギリスに1カ所、中国に14カ所のビール工場を保有。中国では特に、百威（武漢）国際啤酒有限公司（バドワイザー武漢国際ビール、Budweiser Wuhan International Brewing Company）及び哈爾浜啤酒集団有限公司（ハルビンビール・グループ、Harbin Brewery Group）を買収。ともにバドワイザーを現地生産している。
- 中国の青島ビールに資本参加していたが（27%）、2009年に株式の大半をアサヒビールに売却している。
- メキシコのグルッポ・モデロ（コロナビールなどを生産）に資本参加（50%）。
- バドワイザーの海外生産は、アルゼンチン、カナダ、アイルランド、イタリア、日本、韓国、スペインでもそれぞれの国の現地メーカーとの提携の元で行われている。日本では麒麟麦酒（キリンビール）と提携している（北米のキリンブランドのビールはアンハイザー・ブッシュ社が製造・販売している）。

## スポーツへの協賛
- ドイツFIFAワールドカップ（2006年）、南アフリカFIFAワールドカップ（2010年）では公式スポンサーとして協賛した。
- 2008年の北京オリンピックのローカルスポンサーとなった。
- 1950年代から1996年までアメリカ大リーグ野球のセントルイス・カージナルスのオーナーであった。現在はスポンサーとして本拠地スタジアム「ブッシュ・スタジアム」の命名権を確保している。

## 多角経営
- ブッシュガーデン、シーワールドなどの遊園地事業を所有していたが、2009年10月にブラックストーン・グループへ売却した。

## 参照
1. ↑  AB InBev (April 2012). Anheuser-Busch InBev in the United States (PDF) (Report). AB InBev. p. 1. 2012年8月12日閲覧。
2. 1 2  Revenue and gross profit for 2011 was reported by zone unit and therefore includes other North American subsidiaries of AB InBev.
3. 1 2  AB InBev (2011). Anheuser-Busch InBev Annual Report (PDF) (Report). AB InBev. p. 51. 2012年8月12日閲覧。